# Alexandru Bunescu
Alexandru Bunescu  (1884 - ?),  a fost un general român care a luptat în cel de-al Doilea Război Mondial.

## Decorații
- Ordinul „Steaua României” în gradul de Comandor (9 mai 1941)[2]